# Arena Homme +
Arena Homme + è una rivista di moda e attualità inglese, pubblicata dalla Bauer dal 1994. La rivista che si occupa prevalentemente di moda maschile inizialmente era un allegato della rivista Arena.

## Collaboratori
Simon Foxton, Bruce Weber, Alasdair McLellan, Joe McKenna, Panos Yiapanis, Nicola Formichetti, Olivier Rizzo, Tim Blanks, Murray Healy, Paul Morley e Shamadean Reid.